# Crimolois
Crimolois est une ancienne commune française située dans le canton de Chevigny-Saint-Sauveur du département de la Côte-d'Or, en région Bourgogne-Franche-Comté.
Elle a fusionné avec Neuilly-lès-Dijon le 28 février 2019 afin de former la commune nouvelle de Neuilly-Crimolois.

## Géographie

### Localisation
La commune de Crimolois se situe à moins de 10 kilomètres de Dijon et à quelques kilomètres de l'A31 et l'A39.
|                   | Chevigny-Saint-Sauveur |           |
| Neuilly-lès-Dijon | Crimolois              | Fauverney |
| Ouges             | Rouvres-en-Plaine      |           |

## Toponymie
Le nom de la commune vient du latin curtis molinensis (la cour des moulins). Il est mentionné pour la première fois dans la chronique de Bèze, sous la forme Curtem mulinensem, dans la copie d'un acte daté de 630.

## Politique et administration
| Période                                  | Période      | Identité         | Étiquette | Qualité |
| ---------------------------------------- | ------------ | ---------------- | --------- | ------- |
| vers 1970                                |              | Paul Gerbet      |           |         |
|                                          | 1992         | Jean Herbin      |           |         |
| 1992                                     | février 2019 | François Nowotny |           |         |
| Les données manquantes sont à compléter. |              |                  |           |         |

## Démographie
L'évolution du nombre d'habitants est connue à travers les recensements de la population effectués dans la commune depuis 1793. Pour les communes de moins de 10 000 habitants, une enquête de recensement portant sur toute la population est réalisée tous les cinq ans, les populations de référence des années intermédiaires étant quant à elles estimées par interpolation ou extrapolation. Pour la commune, le premier recensement exhaustif entrant dans le cadre du nouveau dispositif a été réalisé en 2007.

En 2017, la commune comptait 807 habitants, en évolution de +15,78 % par rapport à 2011 (Côte-d'Or : +0,82 %, France hors Mayotte : +2,11 %).
| 1793 | 1800 | 1806 | 1821 | 1831 | 1836 | 1841 | 1846 | 1851 |
| ---- | ---- | ---- | ---- | ---- | ---- | ---- | ---- | ---- |
| 149  | 143  | 170  | 168  | 187  | 207  | 225  | 240  | 251  |

| 1856 | 1861 | 1866 | 1872 | 1876 | 1881 | 1886 | 1891 | 1896 |
| ---- | ---- | ---- | ---- | ---- | ---- | ---- | ---- | ---- |
| 228  | 253  | 236  | 220  | 263  | 236  | 227  | 211  | 187  |

| 1901 | 1906 | 1911 | 1921 | 1926 | 1931 | 1936 | 1946 | 1954 |
| ---- | ---- | ---- | ---- | ---- | ---- | ---- | ---- | ---- |
| 198  | 188  | 143  | 154  | 151  | 158  | 171  | 180  | 240  |

| 1962 | 1968 | 1975 | 1982 | 1990 | 1999 | 2006 | 2007 | 2012 |
| ---- | ---- | ---- | ---- | ---- | ---- | ---- | ---- | ---- |
| 260  | 279  | 341  | 388  | 505  | 523  | 577  | 584  | 751  |

| 2017 | - | - | - | - | - | - | - | - |
| ---- | - | - | - | - | - | - | - | - |
| 807  | - | - | - | - | - | - | - | - |

## Culture locale et patrimoine

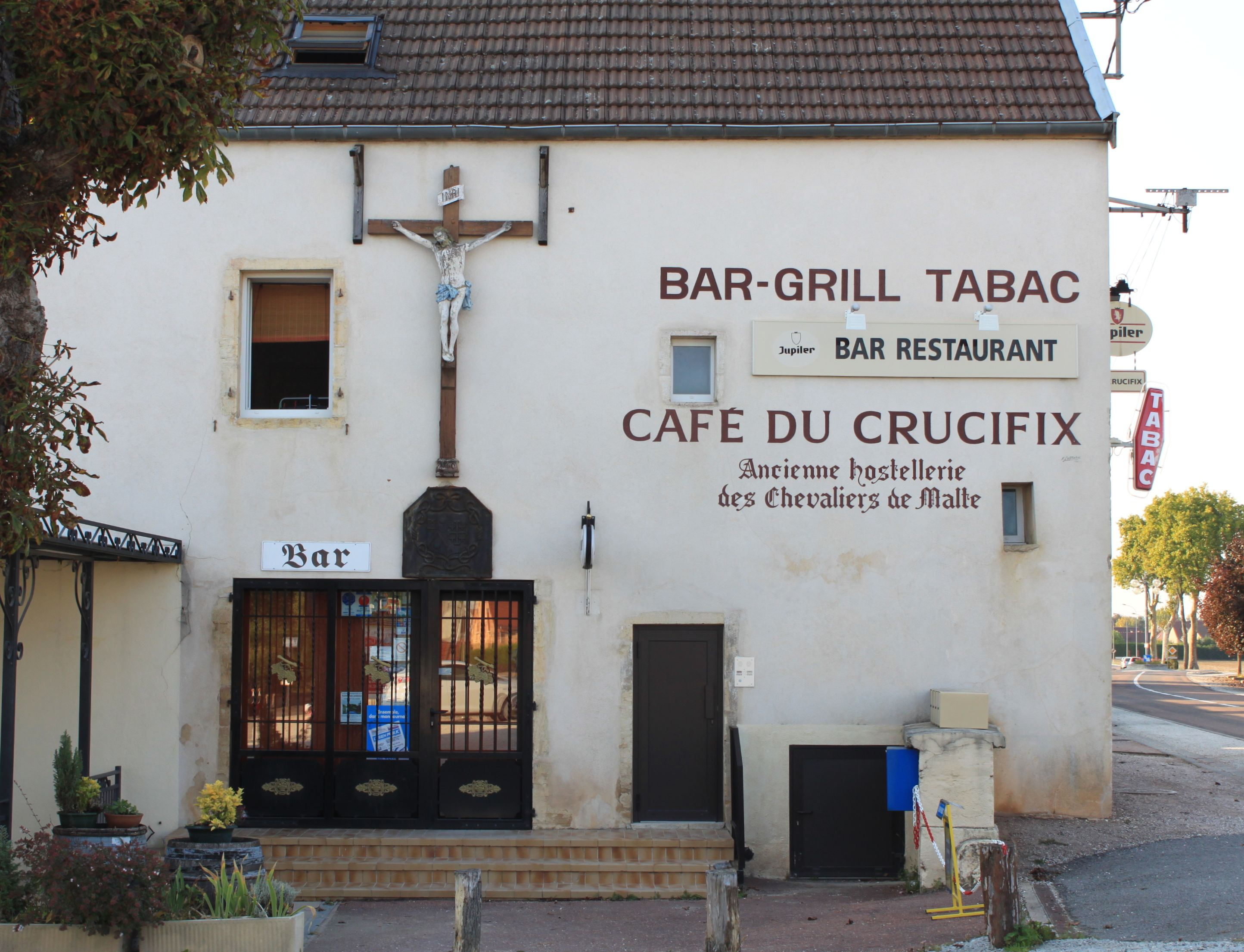
Café du crucifix.

### Lieux et monuments
- Une église, ancienne chapelle des chevaliers de Malte.
- Café du crucifix.

### Personnalités liées à la commune
- Pierre Jossot (1859-1941), homme politique, maire de Crimolois (1900-1920), conseiller général, sénateur de la République (1920-1940).

### Héraldique
| Blason | Blasonnement : Taillé d'argent et d'azur à la croix de Malte de l'un et de l'autre, chargé en franc-canton dextre d'un C de gueules. |